# Xã Lake, Quận Allen, Indiana
Xã Lake (tiếng Anh: Lake Township) là một xã thuộc quận Allen, tiểu bang Indiana, Hoa Kỳ. Năm 2010, dân số của xã này là 2.301 người.